# Periandra coccinea
Periandra coccinea är en ärtväxtart som först beskrevs av Heinrich Adolph Schrader, och fick sitt nu gällande namn av George Bentham. Periandra coccinea ingår i släktet Periandra och familjen ärtväxter. Inga underarter finns listade i Catalogue of Life.

## Bildgalleri

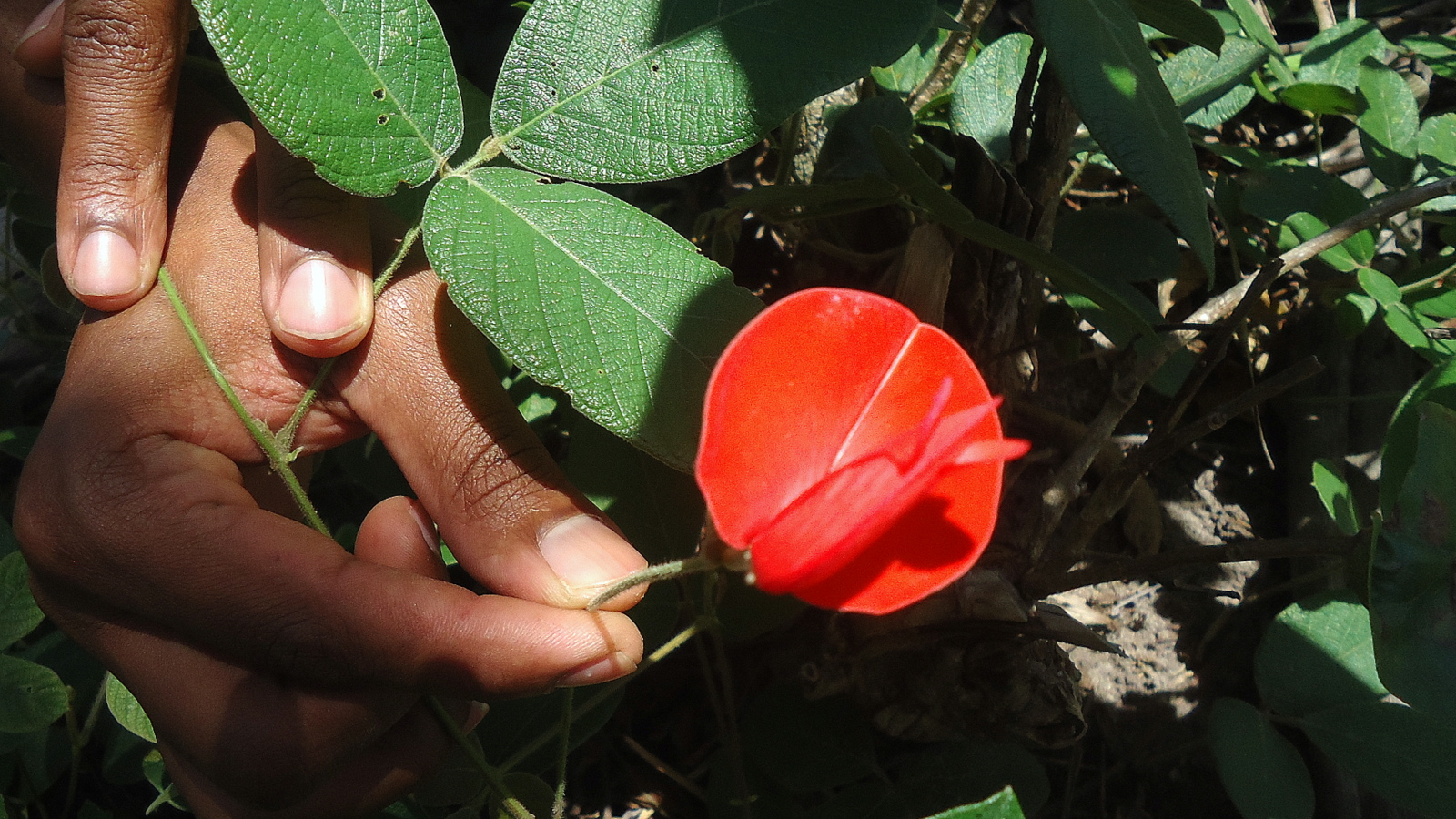
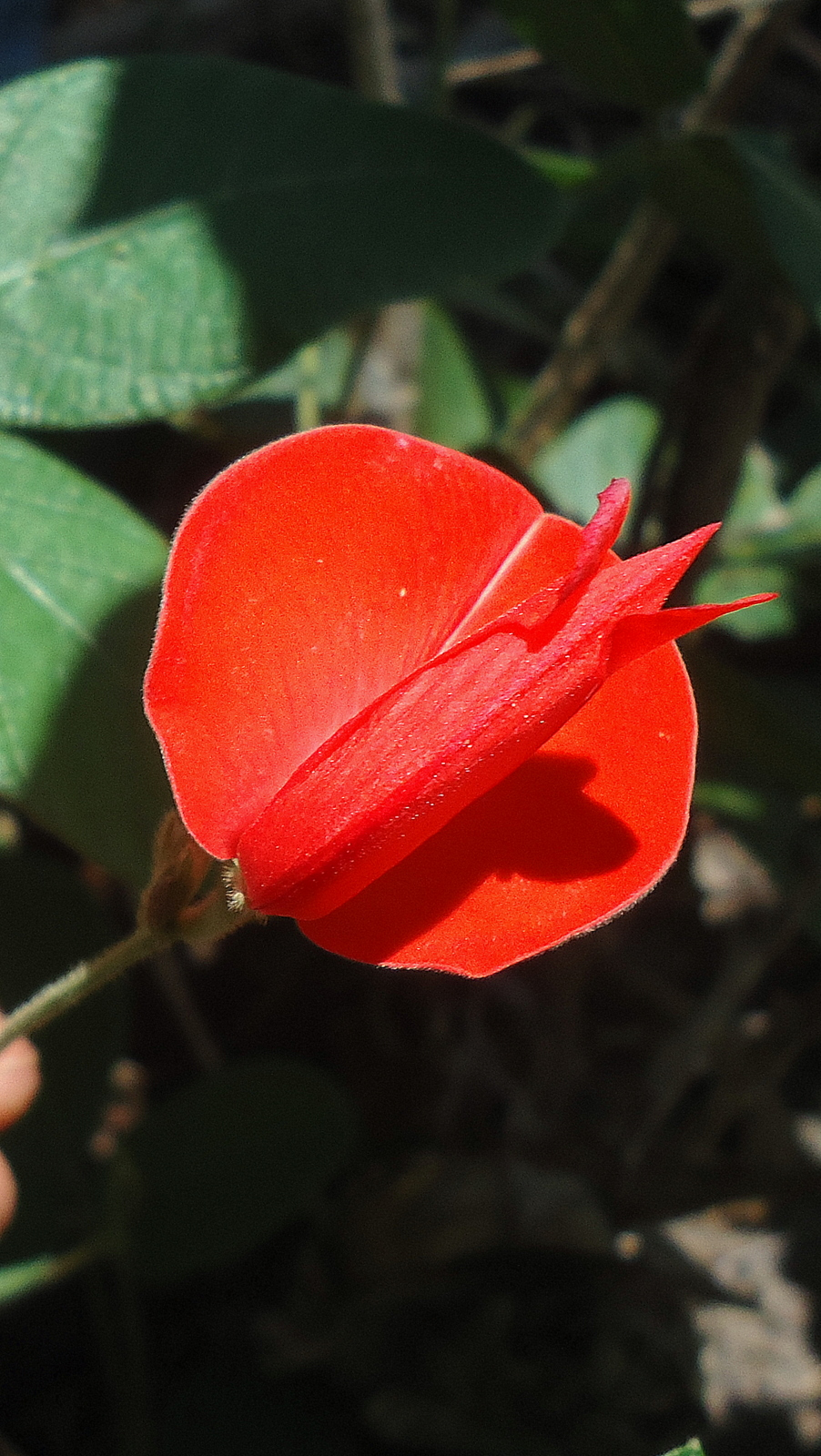
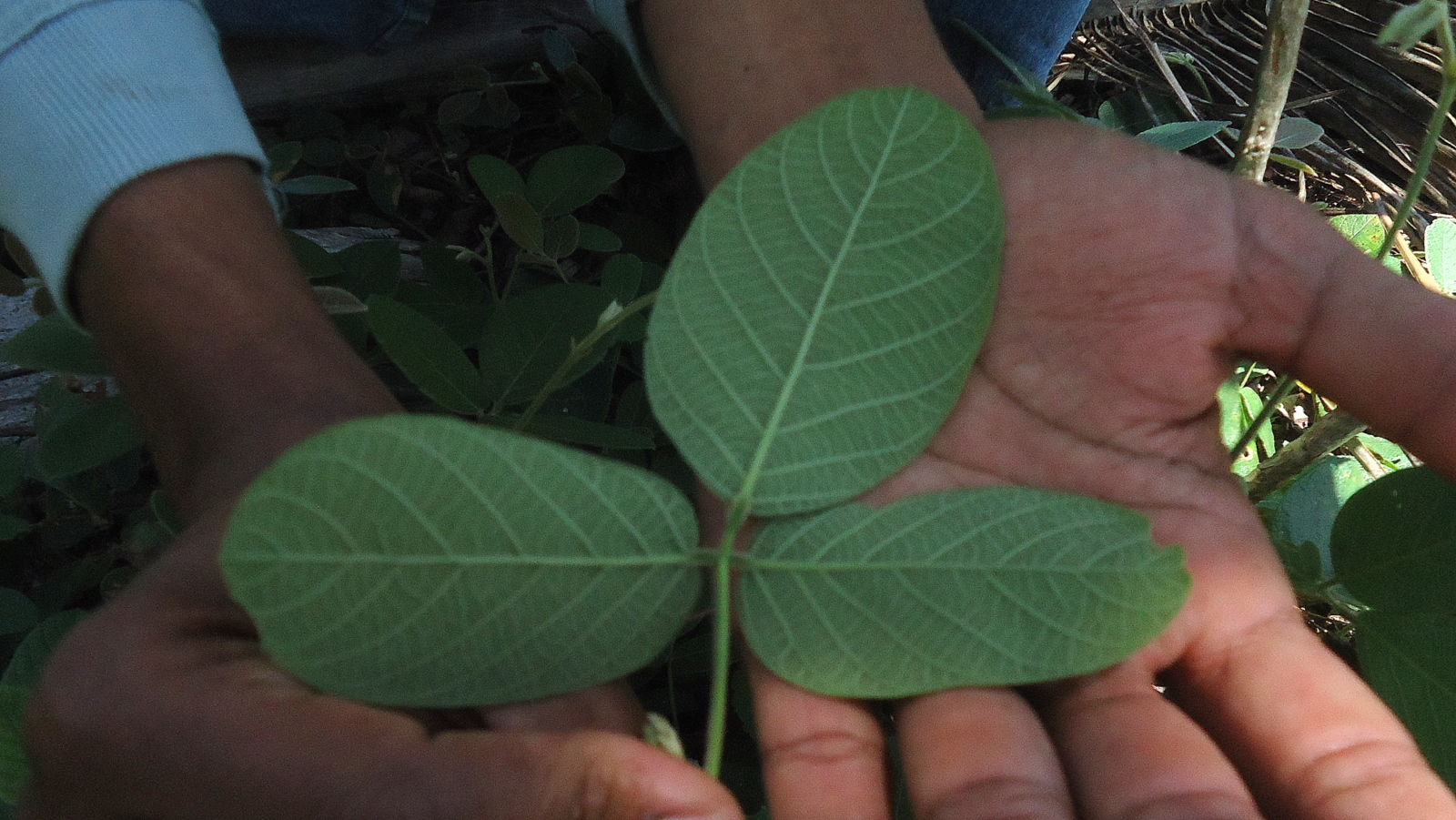